# Abroma (Plantae)
Abroma augustum, jedina vrsta u rodu Abroma koja je nekada klasificirana porodici lajničevki (Sterculiaceae), a danas porodici sljezovki. Ovu vrstu zvanu vernakularno vražji pamuk (devil's cotton), prvi je opisao Linnaeus kao Theobroma augustum, a danas se salužbeno može naći pod imenima Abroma augustum i Abroma angusta.
Biljka je raširena po većem dijelu Azije (Kina, Filipini, Tajland, Vijetnam, Nikobari, Andamani, Burma, Butan, Indija, Nepal, Malajski poluotok), nekim otocima Oceanije (Mikronezija, Palau), a uvezena je na Trinidad i Tobago.
Abroma je ljekovita i koristi se kao abortifacijent i za liječenje poremećaja kod maternice, dismenoreje, gonoreje, dijabetesa, reumatskih bolova zglobova, glavobolje, boli u trbuhu i dermatitisa.
Hrvatski naziv biljke je abroma.
- Abroma
- Abroma
- Abroma